# Zaak-Dutroux
De zaak-Dutroux was een geruchtmakend onderzoek en rechtszaak in België in en na de jaren 90 van de vorige eeuw rond de crimineel Marc Dutroux en zijn, bij de door hem gepleegde misdrijven als handlanger aangemerkte, vriend Michel Lelièvre. Dutroux stond zelf terecht op verdenking van ontvoering, gijzeling, verkrachting, moord en illegale handel en is veroordeeld tot levenslange opsluiting en terbeschikkingstelling van de regering.
Op 15 augustus 1996 werd de zes dagen tevoren ontvoerde Laetitia Delhez in zijn huis ontdekt, samen met Sabine Dardenne, die al bijna drie maanden opgesloten zat in de woning (14 en 12 jaar). Al snel bleek dat Dutroux ook verantwoordelijk was voor de ontvoering van Julie Lejeune, Mélissa Russo, An Marchal en Eefje Lambrecks, die allen dood werden teruggevonden. Daarnaast had hij ook de dood van zijn handlanger Bernard Weinstein op zijn geweten. De belangrijkste handlanger was zijn vrouw.

## Verdachten
In het proces stonden naast hoofdverdachte Marc Dutroux zelf de volgende personen terecht:
- Michelle Martin, de ex-echtgenote van Dutroux;
- Michel Lelièvre, een vriend van Dutroux;
- Michel Nihoul, een zakenman en zakenpartner van Dutroux.

## Slachtoffers

### Julie en Mélissa
Julie Lejeune (29 november 1987) en Mélissa Russo (11 september 1987), twee Waalse vriendinnetjes, werden op 24 juni 1995 samen ontvoerd in Grâce-Hollogne, een gemeente in de provincie Luik. De toen zevenjarige meisjes hadden samen nog op een brug over de autosnelweg gestaan om naar voorbijrijdende auto's te zwaaien. Op 17 augustus 1996 werden hun lichamen teruggevonden in de tuin van Dutrouxs vrouw Michelle Martin in Sars-la-Buissière.
Dutroux werd beschuldigd van moord. Waarschijnlijk werd hij voor de ontvoering bijgestaan door een medeplichtige. Dat zou Bernard Weinstein geweest zijn, die later door Dutroux vermoord werd. Waarschijnlijk hebben Julie en Mélissa vanaf het moment van hun ontvoering nog ongeveer negen maanden in gevangenschap geleefd.

#### Gevangenschap en overlijden
De meisjes hebben samen opgesloten gezeten in een krappe cel, verborgen in de kelder van Dutrouxs huis in Marcinelle, die speciaal was gebouwd voor de opsluiting. Tijdens deze opsluiting zijn ze regelmatig misbruikt door zowel Weinstein als Dutroux. De toegang werd aan het oog onttrokken achter een zwaar houten rek vol conservenblikken en flessen. Waarschijnlijk vertelde Dutroux ook aan hen wat hij Sabine en Laetitia wijsmaakte: dat hij hen gered had uit de klauwen van 'de baas', en dat hun ouders heel goed wisten dat ze hier zaten maar het losgeld niet wilden of konden betalen.
Over de precieze doodsoorzaak is niet veel bekend. Waarschijnlijk kwamen zowel Julie als Mélissa om van honger en dorst, negen maanden na hun ontvoering. Dutroux was op 6 december 1995 gearresteerd en moest voor een tijd de gevangenis in. Hij had zijn vrouw Michelle Martin opgedragen voor de kinderen te zorgen, wat ze niet deed. Ze kwam wel de hond voeren, maar was naar eigen zeggen bang om de kelder in te gaan bij de kinderen. Na zijn vrijlating in maart 1996 trof Dutroux naar eigen zeggen een schrijnend tafereel aan: het gelijkvloers lag vol ontlasting van de honden, terwijl de kelder bezaaid was met papieren zakdoeken. De meisjes bevonden zich in zeer verzwakte en ondervoede staat; Julie zou die dag gestorven zijn, en Mélissa vier dagen later. Volgens experts is het echter onmogelijk dat twee meisjes van amper acht jaar oud, die al verzwakt zijn door de vijf maanden opsluiting die ze al doorgemaakt hadden, nog eens vier maanden konden overleven zonder eten of drinken. Hoe en of ze echt die vier maanden van Dutrouxs afwezigheid doorkwamen, weet niemand. Ze werden begraven in de tuin van Michelle Martin in Sars-la Buissière.

#### Vondst Julie en Mélissa en nasleep
Op 17 augustus 1996, vier dagen na de arrestatie van Dutroux en twee dagen na de bevrijding van Sabine en Laetitia, werden de lichamen van Julie en Mélissa op aanwijzingen van Dutroux opgegraven.
De ouders van Julie en Mélissa uitten tijdens persconferenties en talrijke televisie-uitzendingen felle kritiek op het onderzoek naar de verdwijning van hun kinderen, onder andere op het gebrek aan betrokkenheid bij het onderzoek en de weigering aan de ouders om het dossier in te zien.
De foto van de twee meisjes ging ondertussen de hele wereld rond en ze werden in België het symbool van het lijden van Dutrouxs zes slachtoffers. De gemeenschappelijke begrafenis van de twee op 22 augustus 1996 werd een officieuze dag van nationale rouw en legde het hele openbare leven in België plat. Julie en Mélissa liggen nu naast elkaar begraven op het kerkhof van Grâce-Hollogne.
In juni 1996 hoorde Julies vader, Jean-Denis Lejeune, over het National Center for Missing and Exploited Children in Washington D.C.. Hij besloot een gelijkwaardig project op te richten, specifiek voor België. Op 20 oktober 1996, de dag van de Witte Mars, legde hij zijn idee voor aan toenmalig eerste minister Jean-Luc Dehaene en vroeg zijn steun voor het opstarten. Op 31 maart 1998 werd het Europees Centrum voor Vermiste en Seksueel Uitgebuite Kinderen operationeel, onder de naam Child Focus.

### An en Eefje
De Vlaamse vriendinnen An Marchal (10 december 1977) en Eefje Lambrecks (30 januari 1976) werden in de nacht van 22 op 23 augustus 1995 bij Oostende ontvoerd na het bijwonen van een hypnoseshow van Rasti Rostelli. Omdat op videobeelden te zien was dat ze verward uit de show buitenkwamen, was die een tijdje verdachte.
Marc Dutroux was met Michel Lelièvre naar de kust gereden op zoek naar meisjes om te ontvoeren. De meisjes waren aan het liften en stapten volgens Dutroux en Lelièvre  vrijwillig in de auto omdat ze dachten dat hen een lift werd aangeboden. Eenmaal in de auto vergrendelde Dutroux de sloten en dwongen hij en Lelièvre de meisjes door hen bij de keel vast te houden om geneesmiddelen (waarschijnlijk rohypnol of haldol) in te nemen waardoor ze insliepen. De meisjes werden naar Marcinelle gebracht en in de kamer van een van Dutrouxs zonen opgesloten, omdat Julie en Mélissa al in de kelder zaten. Daar werden ze regelmatig door Dutroux, Weinstein en Lelièvre misbruikt. An en Eefje werden strikt gescheiden gehouden van Julie en Mélissa, en waarschijnlijk wisten ze niet van elkaars bestaan. Als Julie en Mélissa uit de kelder gelaten werden, moesten ze heel stil zijn. Omdat Eefje Lambrecks twee keer probeerde te ontsnappen werden eerst de kleren van de meisjes afgepakt en werden ze daarna aan het bed vastgeketend. Wellicht vanwege Eefjes weerbarstigheid maar naar Dutrouxs eigen zeggen ook omdat vier meisjes in huis te veel was, werden de meisjes opnieuw verdoofd en levend begraven.
Op 3 september 1996 werden hun lichamen teruggevonden onder een loods in Jumet bij Charleroi, naast een huis dat eigendom was van Dutroux. De lichamen werden gevonden op aanwijzen van Dutroux, nadat hij eerst de ontvoering van Laetitia Delhez en drie andere meisjes had bekend. Er is geen zekerheid over het tijdstip noch over de omstandigheden van hun dood.

#### Vondst An en Eefje en nasleep
Op het optreden van de Belgische politie kwam veel kritiek, omdat de onderzoeksrechter pas twee weken na de ontvoering zou zijn ingelicht, en omdat er geen enkel verband werd gelegd met de ontvoering van Julie en Mélissa, twee maanden eerder. Er waren voldoende getuigen en andere aanwijzingen tot ongeveer 01.20 uur 's nachts, daarna "leek het alsof ze van de aardbodem verdwenen waren".
De Belgische politie had de homevideo's van Marc Dutroux al een jaar op het bureau liggen, maar had ze niet bekeken omdat er geen videorecorder voorhanden was. Op een van de video's was te zien hoe Dutroux de geheime kelder had gemaakt. Als de politie ze wél bekeken had, hadden An en Eefje wellicht nog gered kunnen worden. De verontwaardiging over de blunders in het onderzoek leidde tot de grootste demonstratie in de geschiedenis van het land: de Witte Mars.
De ouders van Eefje Lambrecks wensten geen ruchtbaarheid over de zaak en bleven zorgvuldig buiten de publiciteit, in tegenstelling tot de vader van An, Paul Marchal, met wie ze in botsing kwamen. An en Eefje werden niet samen begraven (in tegenstelling tot Julie en Mélissa). De rechtbank verbood Marchal tevens om een vzw 'An en Eefje' op te richten.
Paul Marchal zou een van de spilfiguren van de Witte Beweging worden. Zo richtte hij eind 1997 de kortstondige Partij voor een Nieuwe Politiek in België (PNPb) op, en zette hij het Huis van An op, een plaats waar kinderen met problemen terechtkunnen.
Lambrecks was de enige van de slachtoffers van Dutroux die ten tijde van de misdaad wettelijk meerderjarig was; vermoedelijk hierom is haar geboortedatum niet genoemd in de officiële aanklacht.

### Bernard Weinstein
Ook Dutrouxs eigen handlangers waren niet veilig voor hem. Kort na de moord op An en Eefje, in oktober 1995, liep een diefstal van een vrachtwagen door Weinstein en een andere kompaan, Pierre Rochow, uit de hand. Samen met Dutroux wilden ze de vrachtwagen verder verkopen, maar deze bleek uit de hangar van Dutroux te zijn gestolen. Weinstein en Dutroux verdachten Rochow en besloten hem een lesje te leren. Hierbij verdoofden ze Rochow, diens vriend en zijn vriendin. Ze beroofden de vriendin van Rochow, die echter kon ontsnappen en de politie waarschuwde. Weinstein en Dutroux moesten op 5 november 1995 tijdelijk onderduiken. Kort daarna vermoordde Dutroux Weinstein, deels uit angst om verraden te worden, deels om hem vooraf te bestelen. Dutroux verdoofde Weinstein door hem een gedrogeerde maaltijd voor te zetten, en martelde hem net zo lang tot hij toegang tot zijn kostbaarheden gaf. Dutroux maakte Weinstein zo ongeveer 500,000 Belgische franc afhandig, verdoofde hem opnieuw, en begroef hem levend in de tuin van het huis in Sars-la-Buissière, naast de plaats waar later ook Julie en Melissa begraven zouden worden. Nadien, op 6 december 1995, werd Dutroux opgepakt voor de gijzeling van Rochow en diens vriend en vriendin. Hij zat drie maanden en een half in voorarrest, tot 20 maart 1996.

### Sabine en Laetitia
De Waalse meisjes Sabine Dardenne (28 oktober 1983) en Laetitia Delhez (25 november 1981) waren de laatste slachtoffers van de bende van Dutroux en de enige overlevenden. 
Sabine werd op 28 mei 1996, op twaalfjarige leeftijd, ontvoerd toen zij op weg was naar school. Dutroux begon haar vrijwel meteen te misbruiken, en deed dat daarop elke dag opnieuw. Op andere momenten dwong hij haar tot huishoudelijk werk, en slechts voor dit werk werd ze soms tijdelijk uit de kelder gelaten. Ook als Dutroux naar Slowakije ging of wanneer er Slowaakse meisjes bij hem verbleven, bleef Dardenne opgesloten in de kelder.
Na 77 dagen gevangenschap kreeg zij gezelschap van de toen veertienjarige Delhez, die drie dagen daarvoor, op 9 augustus 1996, in Bertrix ontvoerd werd toen zij onderweg was naar huis na een bezoek aan het zwembad. Marc Dutroux en Michel Lelièvre hadden deze ontvoering, in tegenstelling tot die van Dardenne, niet goed voorbereid, waardoor het voor hen misliep. Delhez werd aangesproken en in de bestelwagen gesleurd, maar de problemen met de wagen zorgden er voor dat Lelièvre, die aan het stuur zat bij de ontvoering, niet snel weg kon komen. Hierdoor konden ooggetuigen het voertuig en de nummerplaat beschrijven. Doordat de aftandse wagen een hels kabaal maakte trok deze de aandacht van een getuige die het voertuig beschreef, en een student had een deel van de nummerplaat onthouden. Eenmaal in Marcinelle verkrachtte Dutroux Laetitia herhaaldelijk en sloot hij haar na enkele dagen op bij Sabine Dardenne.
Op 15 augustus 1996 werden beide meisjes bevrijd door de Belgische politie. Dutroux was twee dagen eerder gearresteerd, en gaf toe hen beiden verkracht en misbruikt te hebben. Dardenne en Delhez getuigden beiden tegen Dutroux. Tijdens het proces vroegen zij hem waarom hij hen misbruikt en verkracht had. Sabine stelde rechtstreeks de vraag waarom Dutroux haar niet had vermoord. Dutroux gaf geen antwoord. Sabine Dardenne publiceerde in 2004 een boek over de gebeurtenissen.

## Onderzoek
Het gedwongen vertrek van onderzoeksrechter Jean-Marc Connerotte, vanwege het spaghetti-arrest, leidde in het najaar van 1996 tot commotie. Connerotte had aan een benefietavond voor de ouders van vermiste kinderen deelgenomen en er een bord spaghetti gegeten en een vulpen gekregen. Dit was een overtreding van de onpartijdigheid die zijn functie vereiste en hij werd van de zaak gehaald. Het grote publiek wantrouwde politie en overheid, en toonde dat met een grote protestdemonstratie in Brussel, de zogeheten Witte Mars. Connerottes opvolger Jacques Langlois bleek een beginner; het onderzoek-Dutroux was zijn eerste zaak. Anders dan procureur Michel Bourlet geloofde hij niet dat Dutroux en medeverdachte Michel Nihoul betrokken waren bij een prostitutienetwerk. Het kostte Langlois bijna acht jaar om de zaak rond te krijgen: een record in de Belgische rechtsgeschiedenis.
De verklaringen van getuige X1 (Regina Louf) over een geheim netwerk waarin kinderen werden misbruikt en vermoord en waarvan Dutroux en Nihoul deel zouden uitmaken, werden onderzocht, maar er werden volgens het parket geen aanwijzingen gevonden dat haar verhaal op waarheid zou berusten. Het gerecht besloot dit spoor noch het spoor naar satanisch ritueel misbruik verder te volgen.
Marc Dutroux wist op 23 april 1998 kortstondig te ontsnappen. Dit leidde tot het ontslag van twee ministers (minister van Binnenlandse Zaken Johan Vande Lanotte en minister van Justitie Stefaan De Clerck) en van luitenant-generaal Willy Deridder, commandant van de rijkswacht. De boswachter die Dutroux ving, Stéphane Michaux, werd later ontvangen door de koning.

## Proces
Op 1 maart 2004 startte het proces tegen Marc Dutroux, zijn vrouw Michelle Martin, vriend Michel Lelièvre en zakenman Michel Nihoul. Het werd gehouden in Aarlen, omdat de zittingszaal van het Hof van Assisen niet voldoende plaats kon bieden aan de duizenden journalisten en andere belangstellenden voor -wat al snel genoemd werd- "Het proces van de Eeuw".
Hoofdverdachte Dutroux stond terecht voor de ontvoering en opsluiting van Julie Lejeune, Mélissa Russo, An Marchal, Eefje Lambrecks, Sabine Dardenne, Laetitia Delhez en zijn handlanger Bernard Weinstein, en tevens voor de moord op Bernard Weinstein en An en Eefje. Daarnaast werd hij aangeklaagd wegens de gijzeling van vier tieners in zijn vrachtwagen, verkrachting van de bovengenoemde meisjes en nog 3 andere meisjes, drugshandel, illegale autohandel, valse identiteitsbewijzen en diefstal met geweld. Deze misdaden werden in een apart proces behandeld.
Op de eerste dag werd uit 180 kandidaten de jury gekozen: 12 leden en 12 reserve-leden. De akte van beschuldiging, die op de tweede dag wordt voorgelezen, besloeg 74 pagina's. Op 3 maart 2004 vonden de verhoren van de verdachten plaats. Dutroux bekende de ontvoering en verkrachting van An, Eefje, Sabine en Laetitia, maar verklaarde dat de ontvoering van Julie en Mélissa het werk van Michel Nihoul was. Ook ontkende hij de verantwoordelijkheid voor de dood van de meisjes. Hij beweerde slechts een klein radertje in een veel groter netwerk te zijn en in opdracht gehandeld te hebben. Volgens hem zouden agenten hem hebben meegeholpen bij de ontvoering van An en Eefje. Op 4 maart 2004 begonnen de getuigenverhoren. Naast onderzoeksrechter Connerotte werden ook de beide overlevende slachtoffers Sabine Dardenne en Laetitia Delhez gehoord. Beide meisjes verklaarden door Dutroux te zijn ontvoerd en langdurig te zijn vastgehouden en misbruikt. Sabine zat 81 dagen vast in een kleine ruimte in Dutrouxs kelder.
Haar getuigenis staat beschreven in het boek Ik was twaalf en ik fietste naar school uit 2004. Ze weigerde nadrukkelijk de excuses van Michelle Martin te aanvaarden.
Laetitia verklaarde hoe zij als 14-jarige op straat door Dutroux in een busje werd ontvoerd en naar zijn huis gebracht. Hier werd ze door hem gedrogeerd en misbruikt. Ze zat samen met Sabine opgesloten in de kelderruimte. In tegenstelling tot Sabine geloofde Laetitia wel dat Dutroux onderdeel uitmaakte van een pedofielennetwerk. Het bestaan van dit netwerk werd niet onderzocht in het proces. Tussen 8 maart en 19 mei 2004 werden meer dan 560 getuigen gehoord. Na het requisitoir en de pleidooien kregen op 10 juni 2004 de verdachten het laatste woord. In een drie uur durend betoog presenteerde Dutroux zich andermaal als slachtoffer in plaats van dader.

### Arrest
Op 17 juni 2004 verklaarde de jury de verdachten schuldig aan alle ten laste gelegde feiten, behalve Michel Nihoul, die grotendeels werd vrijgesproken. Dutroux werd ook schuldig bevonden aan ontvoering van zes meisjes en moord op vier van hen. Volgens de jury stond hij aan het hoofd van een criminele bende en is hij ook verantwoordelijk voor de verkrachting van drie meisjes uit Slowakije. Op 22 juni 2004 werd hij veroordeeld tot levenslange opsluiting en 10 jaar terbeschikkingstelling van de regering. Dutroux vond het proces echter oneerlijk omdat van tevoren al vaststond dat hij veroordeeld zou worden en verklaarde in cassatie te willen gaan. Michelle Martin kreeg 30 jaar cel, Michel Lelièvre 25 jaar. Michel Nihoul werd vrijgesproken van betrokkenheid bij de ontvoeringen maar kreeg 5 jaar voor de drugshandel en bendevorming.

## Nasleep

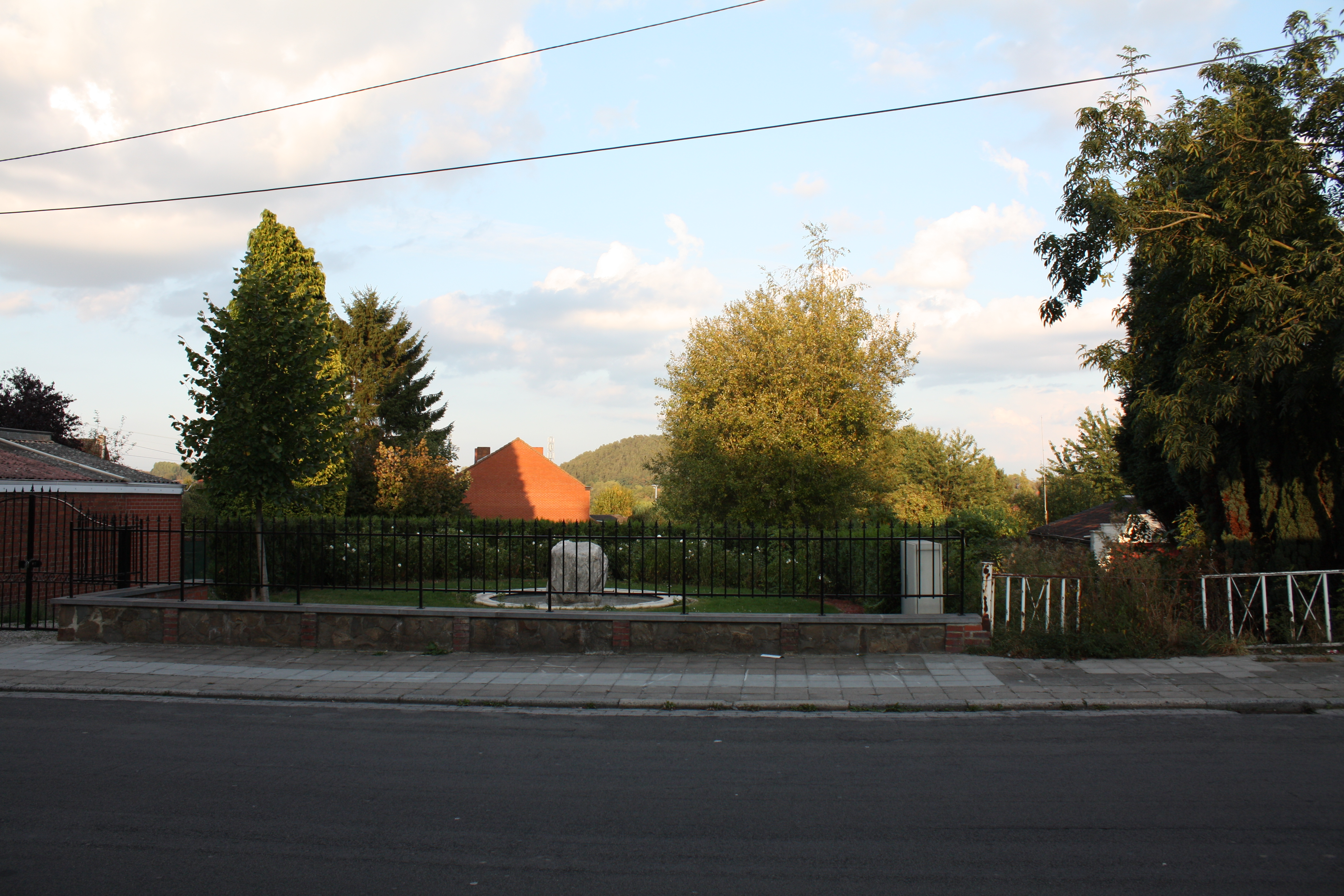
Op de plaats waar de woning van Dutroux stond, staat nu een klein monument. De woning zelf werd gesloopt.

### Parlementaire onderzoekscommissie
In de nasleep van het onderzoek werd een parlementaire onderzoekscommissie-Dutroux opgericht onder leiding van Marc Verwilghen.
Het rapport werd in april 1997 aangeboden. Behalve een analyse van de werking van de politie, beval de commissie aan de Gerechtelijke Politie bij de Parketten (GPP), de gemeentepolitie en de rijkswacht samen te voegen in één geïntegreerde politiedienst, gestructureerd op twee niveaus. De regering verwierp de suggestie en kwam in oktober 1997 met een eigen plan, waarbij ze niet koos voor een eenheidspolitie maar voor een politiestructuur met twee politiediensten. In het besluit kwam ook procureur des Konings Benoît Dejemeppe onder vuur, wiens ontslag werd gevraagd.

### Politiehervorming
Na het rapport van de commissie-Dutroux en het voorstel tot politiehervorming werd door de regering een eigen plan uitgewerkt, dat klaar was in oktober 1997. Daarbij werd niet gekozen voor een eenheidspolitie maar voor een politiestructuur met twee politiediensten.
Na de ontsnapping van Dutroux in april 1998 kwamen alle partijen met uitzondering van Vlaams Blok tot het Octopusakkoord. Dit akkoord, geconcretiseerd met de wet van 7 december 1998, creëerde een geïntegreerde politie, gestructureerd op twee niveaus. Het federale niveau bracht de voormalige centrale diensten van de rijkswacht en de voormalige Gerechtelijke Politie bij de Parketten samen. Het lokaal niveau verenigde de voormalige territoriale brigades van de rijkswacht en de voormalige korpsen van de gemeentepolitie.

### Strafuitvoering

#### Martin en Lelièvre
Zowel Martin als Lelièvre hebben de voorwaardelijke invrijheidsstelling gevraagd, in toepassing van de Wet-Lejeune. Op 31 juli 2012 werd die toegekend, onder voorwaarden, voor Martin. Dit leidde tot verontwaardiging van de families van de slachtoffers en tot manifestaties. Op 19 augustus 2012 stapten 5000 mensen op naar het gerechtsgebouw, op initiatief van de vader van Julie Lejeune. Op 28 augustus 2012 verliet Michelle Martin de gevangenis.

#### Dutroux
Voor Marc Dutroux zelf liggen de zaken anders. Hij zit zijn gevangenisstraf uit in de gevangenis van Nivelles, waar hij onder zware bewaking staat vanwege de ernst van zijn misdaden en de publieke verontwaardiging die zijn zaak heeft veroorzaakt. Zijn verzoeken om vervroegde vrijlating zijn herhaaldelijk afgewezen. Hij zou hebben aangegeven tegen zijn advocaat dat hij een "ondergrondse stad" wilde stichten, bewoond door de ontvoerde kinderen, waar harmonie zou heersen. Dutroux heeft ook na zijn veroordeling geen enkel schuldinzicht of inlevingsvermogen met zijn slachtoffers getoond. Ook in de gevangenis bleef hij hameren op waar hij zijns inziens recht op had, klagen te moeten opdraaien voor de misdaden van anderen, en ontkennen ook maar iets verkeerd te hebben gedaan, zonder enige compassie of inleving met de slachtoffers te tonen. Hij is geklassificeerd als een persoon met kenmerken van een psychopaat, die geen kans maakt op genezing, en bij wie de kans op recidive zeer groot is.

### Grondwetsherziening
Ten gevolge van de zaak-Dutroux werd met de grondwetswijziging van 23 maart 2000 (BS 25 maart 2000) artikel 22bis ingevoegd in de Belgische grondwet, dat in hoofdzaak bepaalt dat elk kind recht heeft op de eerbiediging van zijn morele, lichamelijke, geestelijke en seksuele integriteit. Het betreft veeleer een symbolisch artikel.

### Statuut van het slachtoffer
De Wet van 12 maart 1998 voerde onder andere artikel 3bis in in de Voorafgaande Titel van het Wetboek van Strafvordering. De positie van slachtoffers is in zeer grote mate versterkt.

### Oprichting Hoge Raad voor Justitie
De Hoge Raad voor Justitie werd in 1999 opgericht ter objectivering van de benoeming van rechters.

### Oprichting Child Focus
Child Focus werd opgericht in 1998 door Jean-Denis Lejeune, de vader van Julie Lejeune.

### De naam Dutroux
De zaak-Dutroux heeft een smet op de achternaam Dutroux geworpen in België. Vrijwel alle familieleden van Dutroux hebben hun naam laten veranderen omdat ze op allerlei manieren vanwege hun achternaam werden lastiggevallen en getreiterd. De uitzondering is vader Victor Dutroux, die heeft verklaard: "Ik heb er nooit aan gedacht mijn naam te laten veranderen. Ik ben trots dat ik een Dutroux ben. Enkel Marc heeft onze naam door het slijk gehaald."

## Chronologie
- 26 april 1989 - Marc Dutroux wordt veroordeeld voor de verkrachting van vijf meisjes in 1985 en 1986 en krijgt een gevangenisstraf van 13 jaar.
- 8 april 1992 - Dutroux komt dankzij toenmalig justitieminister Melchior Wathelet vervroegd vrij uit de gevangenis, hij zat 3 jaar van zijn straf uit.
- 24 juni 1995 - De 8-jarige meisjes Julie Lejeune en Mélissa Russo worden ontvoerd in Luik.
- 22 augustus 1995 - De 17-jarige An Marchal en de 19-jarige Eefje Lambrecks worden in Oostende gekidnapt.
- 25 november 1995 - De 43-jarige Bernard Weinstein werd door Dutroux (vermoedelijk op deze datum) om het leven gebracht.[27]
- 13 december 1995 - Na tips van getuigen en de moeder van Dutroux doorzoekt opperwachtmeester René Michaux het huis van Dutroux in Marcinelle. Er worden kinderstemmen gehoord, maar Michaux denkt dat die van buiten komen.
- 28 mei 1996 - De 12-jarige Sabine Dardenne wordt in het Waalse Kain ontvoerd.
- 9 augustus 1996 - De 14-jarige Laetitia Delhez wordt in Bertrix ontvoerd.
- 13 augustus 1996 - Dutroux, zijn vrouw Michelle Martin, en een vriend, Michel Lelièvre, worden gearresteerd op basis van getuigenverklaringen.
- 15 augustus 1996 - De politie ontdekt Sabine Dardenne en Laetitia Delhez, die verborgen zaten in een cel in de kelder van Dutrouxs huis.
- 16 augustus 1996 - De politie arresteert Michel Nihoul op verdenking van samenzwering.
- 17 augustus 1996 - De lichamen van Julie en Mélissa worden opgegraven in de tuin van een huis dat Dutroux bezit in Sars-la-Buissière. De meisjes zijn aan hongerdood gestorven. In dezelfde tuin wordt ook het lijk ontdekt van Bernard Weinstein, een Franse kompaan van Dutroux.
- 18 augustus 1996 - Dutroux en Lelièvre bekennen de ontvoering van An en Eefje, maar ontkennen dat de tieners zijn vermoord.
- 3 september 1996 - De politie vindt de lichamen van An en Eefje onder een schuurtje bij Weinsteins huis. Ze zijn levend begraven.
- 21 september 1996 - Jean-Marc Connerotte, onderzoeksrechter in de zaak-Dutroux, trouwt met zijn vriendin met wie hij al 10 jaar samen is. Samen met hun zoontje bezoeken ze een benefietbijeenkomst voor de ouders van (de) verdwenen kinderen. Tijdens deze benefietbijeenkomst eten ze spaghetti. Connerotte zat samen met Michel Bourlet aan tafel, de procureur van Neufchâteau. Hij bleef slechts een uur aanwezig en sprak de aanwezige Sabine Dardenne niet. De magistraten kregen een vulpen van 27 euro elk, hun vrouwen een ruiker bloemen.
- 15 oktober 1996 - Het spaghetti-arrest: het Hof van Cassatie haalt onderzoeksrechter Jean-Marc Connerotte van de zaak omdat het bijwonen van deze benefietbijeenkomst waar hij twee geschenken in ontvangst nam (het bord spaghetti en een vulpen) het eerlijk verlopen van het proces in het gedrang brengen.
- 20 oktober 1996 - De Witte Mars. Zo'n 300.000 mensen demonstreren in Brussel om hun verontwaardiging over de vertragingen en fouten in het onderzoek naar Dutroux te ventileren.
- 24 oktober 1996 - Uit vrees dat het Dutroux-onderzoek wordt verknoeid, roept het Belgisch parlement een onafhankelijke onderzoekscommissie in het leven om de Zaak Dutroux te onderzoeken, evenals de mogelijke procedurefouten bij de Belgische politie en justitie. Voorzitter wordt Marc Verwilghen.
- 15 maart 1997 - De commissie-Dutroux levert vernietigende kritiek op de politie en het Ministerie van Justitie, die een puinhoop maakten van de onderzoeken naar de verdwenen meisjes.
- 6 mei 1997 - De commissie-Dutroux gaat opnieuw aan het werk en onderzoekt of Dutroux door hooggeplaatste figuren werd beschermd.
- 15 februari 1998 - In het tweede rapport van de commissie staat dat de bende van Dutroux geen bescherming van hogerhand genoot, maar wel profiteerde van corruptie, slordigheid en professionele onbekwaamheid.
- 23 april 1998 - Dutroux ontsnapt aan zijn bewakers in het gerechtsgebouw van Neufchâteau, maar wordt vier uur later weer opgepakt in Herbeumont Saint-Médard door boswachter Stéphane Michaux. Minister van Binnenlandse Zaken Johan Vande Lanotte en minister van Justitie Stefaan De Clerck bieden diezelfde dag nog hun ontslag aan en worden opgevolgd door respectievelijk Louis Tobback en Tony Van Parys. Ook het hoofd van de rijkswacht, Willy Deridder, neemt ontslag.
- 14 juli 1999 - Hubert Massa, advocaat-generaal belast met het dossier-Dutroux, pleegt zelfmoord.
- 15 december 1999 - Michel Nihoul wordt voorwaardelijk vrijgelaten bij gebrek aan bewijzen.
- 15 maart 2002 - Onderzoeksrechter Jacques Langlois voltooit het onderzoek naar Dutroux.
- 17 januari 2003 - De Raadkamer in Neufchâteau beslist Dutroux, Martin en Lelièvre voor het Hof van Assisen te brengen. Nihoul wordt buiten vervolging gesteld. Procureur des Konings Bourlet en enkele burgerlijke partijen tekenen beroep aan.
- 30 april 2003 - De Luikse Kamer van Inbeschuldigingstelling (KI) volgt procureur Bourlet en verwijst ook Nihoul naar het Hof van Assisen.[28][29]
- 8 december 2003 - Procureur Bourlet legt de 27 pagina's lange akte van beschuldiging neer.[30]
- 1 maart 2004 - Het proces-Dutroux begint in Aarlen.
- 14 juni 2004 - Na 56 procesdagen trekken de twaalf juryleden zich terug, om zich te buigen over de schuld of onschuld van de verdachten.
- 17 juni 2004 - Dutroux wordt onder meer schuldig bevonden aan verschillende moorden.
- 22 juni 2004 - Dutroux wordt veroordeeld tot levenslange opsluiting en 10 jaar terbeschikkingstelling van de regering. Michelle Martin krijgt 30 jaar cel, Michel Lelièvre 25 jaar en Michel Nihoul 5 jaar. Dutroux gaat in cassatie.
- 16 december 2004 - Het Hof van Cassatie besluit dat er geen procedurefouten gemaakt zijn. De straffen blijven gelden.
- oktober 2005 - Lelièvre vraagt een eerste keer om voorwaardelijk in vrijheid gesteld te worden. Dat wordt geweigerd omdat hij zijn slachtoffers nog niet heeft vergoed.[31]
- 2007 - De Belgische staat wordt door het Europees Hof voor de Rechten van de Mens veroordeeld tot het betalen van 6.000 euro schadevergoeding aan Lelièvre, omdat zijn voorlopige hechtenis onredelijk lang had geduurd. Lelièvre zat, net als Marc Dutroux en Michelle Martin, al bijna acht jaar in de cel toen hij in 2004 werd veroordeeld. Het geld gaat naar zijn slachtoffers.[31]
- april 2007 - Michelle Martin dient een aanvraag in tot voorwaardelijke invrijheidstelling, in toepassing van de Wet-Lejeune. Dit wordt verworpen gelet op de ernst van de feiten, het gebrek aan reklasseringsvooruitzicht en de risico's verbonden aan het psychologisch profiel van de veroordeelde.
- oktober 2008 - Martin dient een tweede aanvraag in, die wordt verworpen.
- november 2009 - Martin dient een derde aanvraag in, die opnieuw wordt verworpen.
- 8 mei 2011 - Martin verkrijgt, na de helft van haar straf te hebben uitgezeten, voorwaardelijke invrijheidstelling. Half juni 2011 zijn de hieraan verbonden voorwaarden niet vervuld, en Martin wordt niet voorwaardelijk in vrijheid gesteld.
- april 2012 - Dutroux vraagt penitentiair verlof, waarbij hij elke maand een dag en een nacht buiten de gevangenis zou mogen verblijven (dit kan ten vroegste een jaar voor hij een derde van zijn straf heeft uitgezeten). De gevangenisdirectie wijst af.[32]
- 31 juli 2012 - De strafuitvoeringsrechtbank beslist opnieuw Michelle Martin voorwaardelijk in vrijheid te stellen. Het klooster van de Arme Klaren in Malonne is bereid haar op te vangen. Het Openbaar Ministerie tekent echter cassatieberoep aan. De voorwaardelijke vrijlating leidt tot protesten.
- 19 augustus 2012 - De families van Julie Lejeune en An Marchal, samen met Laetitia Delhez, organiseren een manifestatie tegen de voorwaardelijke invrijheidstelling van Martin. Er zijn 5000 deelnemers. Na de manifestatie worden ze ontvangen door minister van justitie Annemie Turtelboom en minister van binnenlandse zaken Joëlle Milquet, een week later door premier Elio Di Rupo.
- 28 augustus 2012 - Het Hof van Cassatie doet uitspraak dat ze geen procedurefouten heeft gevonden bij de beslissing van de strafuitvoeringsrechtbank. Enkele uren later verlaat Martin de gevangenis op weg naar het klooster in Malonne.[33][34]
- 6 september 2012 - De regeringstop concretiseert, naar aanleiding van de protesten tegen de vrijlating van Martin, het regeerakkoord waarin een gevoelige aanscherping van de voorwaardelijke invrijheidstelling was opgenomen.[35]
- 13 september 2012 - Dutroux vraagt invrijheidsstelling met enkelband aan (dit kan vanaf zes maanden vóór de eerste verschijning voor de strafuitvoeringsrechtbank).[36] Volgens Ronny Baudewijn, de advocaat van Dutroux, hoopt deze ook ooit echt vrij te komen. Hij verklaart urenlang met hem gediscussieerd te hebben over berouw en spijt, wat Dutroux echter niet heeft: Hij vindt het wel spijtig dat er mensen gestorven zijn, maar hij voelt zich niet schuldig. Als psychopaat kan hij zich niet inleven in wat hij anderen aandoet, hij ziet enkel waar hij recht op heeft.[37]
- april 2013 - Dutroux zal één derde van zijn straf uitgezeten hebben en zal voor de eerste keer door de strafuitvoeringsrechtbank opgeroepen worden (ook als hij zelf niet het initiatief neemt met een vraag voor een voorwaardelijke invrijheidsstelling).
- 3 december 2019 - Michel Lelièvre wordt na 15 jaar cel (van de 17) vrijgelaten. Daarna gebeurde de Zwarte Mars, het tegenovergestelde van de Witte Mars.

## Afbeeldingen

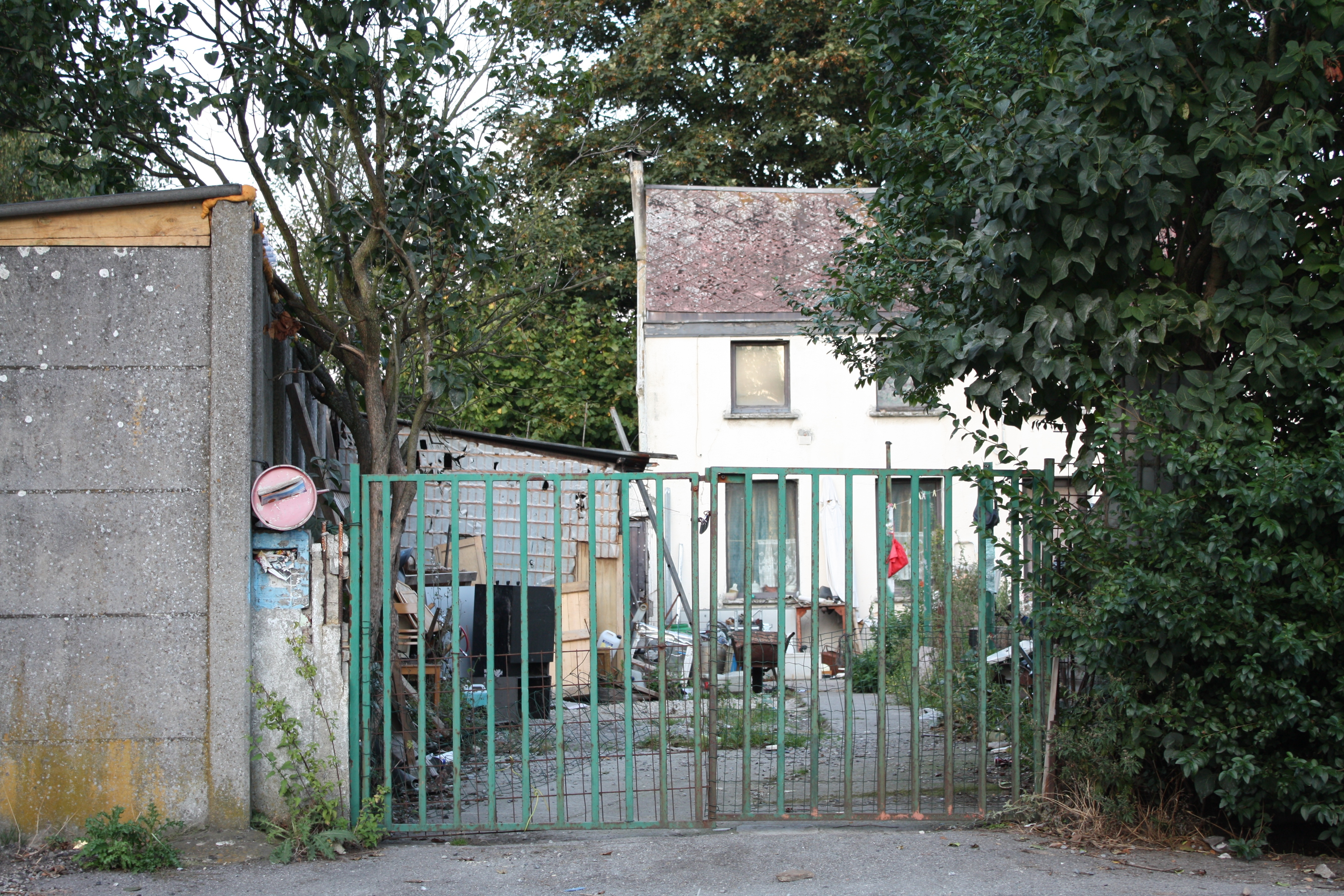
Huis van Marc Dutroux te Marchienne-au-Pont
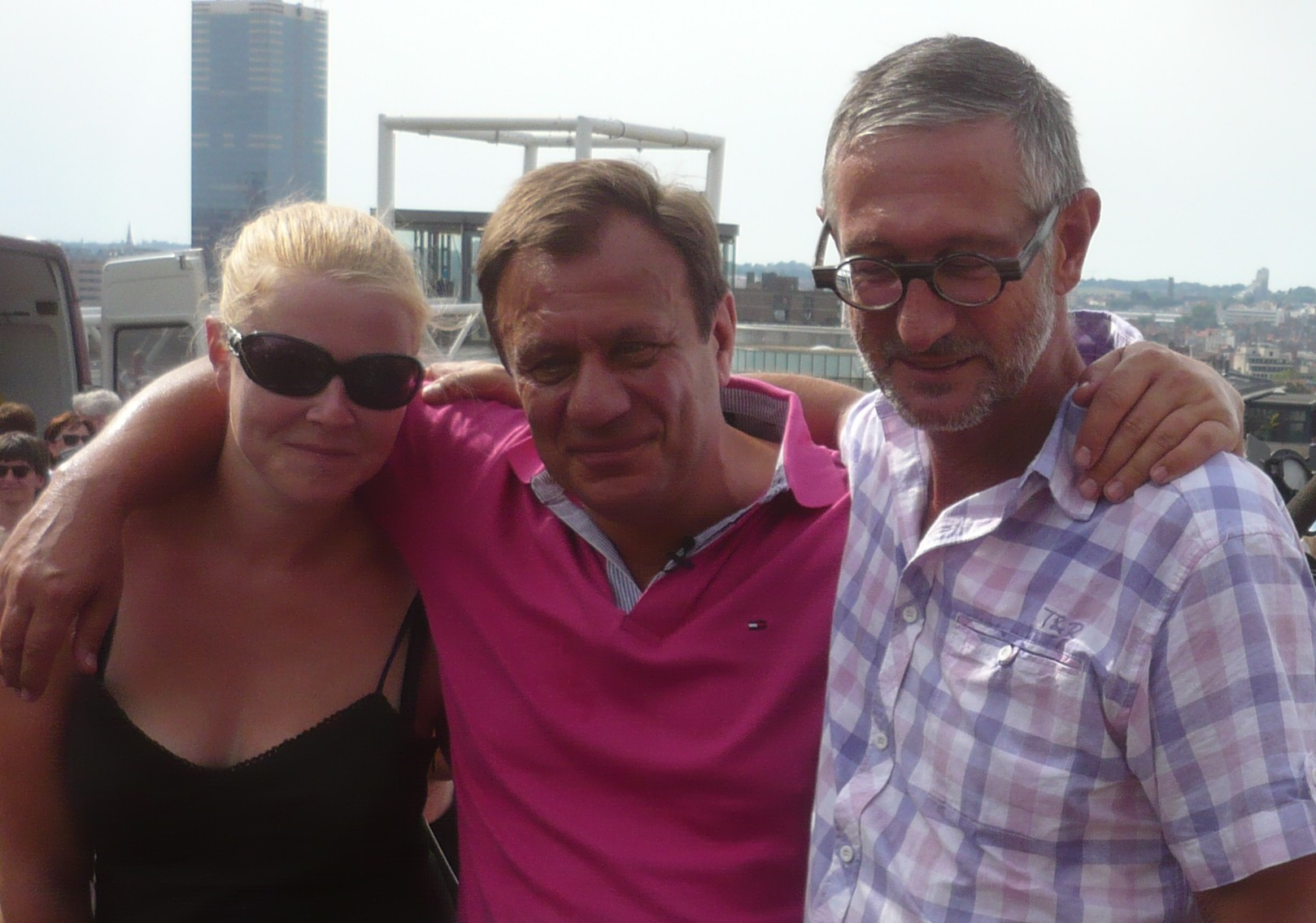
Laetitia Delhez met de vaders van Julie en An (van links naar rechts)